# Lancinet Sidibe
Lancinet Sidibe (Kankan, 1º gennaio 1997) è un calciatore guineano, centrocampista del Maysan.

## Carriera
Il 15 settembre 2020 viene acquistato a titolo definitivo dalla squadra cipriota dell'Ermīs Aradippou.

## Statistiche

### Presenze e reti nei club
Statistiche aggiornate al 30 aprile 2022.
| Stagione          | Squadra           | Campionato        | Campionato | Campionato | Coppe nazionali | Coppe nazionali | Coppe nazionali | Coppe continentali | Coppe continentali | Coppe continentali | Altre coppe | Altre coppe | Altre coppe | Totale | Totale |
| Stagione          | Squadra           | Comp              | Pres       | Reti       | Comp            | Pres            | Reti            | Comp               | Pres               | Reti               | Comp        | Pres        | Reti        | Pres   | Reti   |
| ----------------- | ----------------- | ----------------- | ---------- | ---------- | --------------- | --------------- | --------------- | ------------------ | ------------------ | ------------------ | ----------- | ----------- | ----------- | ------ | ------ |
| feb.-giu. 2016    | Besëlidhja        | KP                | 13         | 0          | CA              | 0               | 0               | -                  | -                  | -                  | -           | -           | -           | 13     | 0      |
| 2016-2017         | Besëlidhja        | KP                | 21         | 0          | CA              | 8               | 2               | -                  | -                  | -                  | -           | -           | -           | 29     | 2      |
| 2017-2018         | Flamurtari Valona | KS                | 32         | 1          | CA              | 6               | 1               | -                  | -                  | -                  | -           | -           | -           | 38     | 2      |
| 2018-2019         | Teuta             | KS                | 31         | 1          | CA              | 3               | 0               | -                  | -                  | -                  | -           | -           | -           | 34     | 1      |
| lug. 2019         | Teuta             | KS                | 0          | 0          | CA              | 0               | 0               | UEL                | 2                  | 0                  | -           | -           | -           | 2      | 0      |
| Totale Teuta      | Totale Teuta      | Totale Teuta      | 31         | 1          |                 | 3               | 0               |                    | 2                  | 0                  |             | -           | -           | 36     | 1      |
| 2019-gen. 2020    | Besëlidhja        | KP                | 0          | 0          | CA              | 0               | 0               | -                  | -                  | -                  | -           | -           | -           | 0      | 0      |
| Totale Besëlidhja | Totale Besëlidhja | Totale Besëlidhja | 34         | 0          |                 | 8               | 2               |                    | -                  | -                  |             | -           | -           | 42     | 2      |
| gen.-giu. 2020    | Tirana            | KS                | 12         | 0          | CA              | 7               | 1               | -                  | -                  | -                  | -           | -           | -           | 19     | 1      |
| 2020-2021         | Ermīs Aradippou   | AK                | 29         | 0          | CC              | 0               | 0               | -                  | -                  | -                  | -           | -           | -           | 29     | 0      |
| 2021-2022         | Dinamo Tirana     | KS                | 25         | 0          | CA              | 5               | 1               | -                  | -                  | -                  | -           | -           | -           | 30     | 1      |
| Totale carriera   | Totale carriera   | Totale carriera   | 163        | 2          |                 | 29              | 5               |                    | 2                  | 0                  |             | -           | -           | 194    | 7      |